# Baronnies du Béarn
Liste des anciennes baronnies du Béarn :
- Baronnie d'Andoins
- Baronnie d'Arros
- Baronnie de Boeil
- Baronnie de Coarraze
- Baronnie de Doumy
- Baronnie de Gabaston
- Baronnie de Gayrosse (Audéjos)
- Baronnie de Gerderest
- Baronnie de Lescun
- Baronnie de Miossens
- Baronnie de Miramont[1]
- Baronnie de Navailles
- Baronnie de Monein
- Baronnie de Lons
- Baronnie de Laàs
- Baronnie de Mirepeix
- Baronnie de Bidose[2]